# Was geschah wirklich mit Baby Jane?
Was geschah wirklich mit Baby Jane? (Originaltitel: What Ever Happened to Baby Jane?) ist ein US-amerikanischer Spielfilm von Robert Aldrich mit Bette Davis und Joan Crawford aus dem Jahr 1962.

## Handlung
Im Jahr 1917 ist Jane Hudson unter dem Künstlernamen Baby Jane ein gefeierter Kinderstar, ihre nicht berühmte Schwester Blanche steht dagegen in ihrem Schatten. 1935 hat sich das Blatt gewendet: Blanche ist zum gefeierten Filmstar aufgestiegen, während Janes Karriere geschwunden ist und sie nur noch durch Hilfe ihrer Schwester an zweitklassige Rollen kommt. Eines Abends erleidet Blanche einen mysteriösen Autounfall, der sie an den Rollstuhl fesselt. Die Gerüchte besagen, dass Jane am Steuer gesessen habe und dafür verantwortlich sei.
Im Jahre 1962 leben Jane und Blanche zurückgezogen in einer Hollywood-Villa. Während Blanche durch Fernsehausstrahlungen ihrer Filme noch Fanpost bekommt, ist Jane ganz in Vergessenheit geraten. Sie ist inzwischen zur Alkoholikerin verkommen und leidet zunehmend an Realitätsverlust, woraufhin Blanche beschließt, heimlich das Haus zu verkaufen und Jane in eine Nervenheilanstalt einzuweisen. Jane kommt ihrer Schwester jedoch auf die Schliche und beginnt ein grausames Spiel mit der hilflosen Blanche. Sie serviert ihrer Schwester erst ihren getöteten Vogel, später eine tote Ratte zum „Frühstück“ und fälscht Blanches Unterschrift, um an ihr Bankkonto zu gelangen. Gleichzeitig versucht Jane, ihre Karriere als Kinderstar fortzuführen. Sie lässt Kopien ihrer ehemaligen Kostüme anfertigen und findet in Edwin Flagg, einem arbeitslosen Klavierspieler, einen Partner. Blanche, mittlerweile eine Gefangene im eigenen Haus, versucht, die Nachbarn zu alarmieren. Jane kommt ihr jedoch zuvor und quält ihre Schwester mit offener Gewalt. Gleichzeitig verweigert sie Blanche Essen und Trinken, um sie langsam zu töten. Als die ehemalige Hausangestellte Elvira Zutritt zum Haus erlangt und Blanche retten will, erschlägt Jane, die völlig den Verstand verloren hat, die Frau.
Eine Woche später hat die Polizei Ermittlungen im Fall Elvira aufgenommen, was Jane verunsichert. Als schließlich Edwin die gefangen gehaltene Schwester sieht und die Polizei verständigen will, schleppt Jane ihre Schwester Blanche an einen öffentlichen Strand. Blanche ist durch ihre Strapazen inzwischen dem Tode nahe und beichtet ihrer Schwester, dass sie selbst und nicht Jane es war, die bewusst den mysteriösen Autounfall verursacht hat: Sie – und nicht Jane – habe bei der Heimfahrt von einem gemeinsamen Partybesuch am Steuer des Wagens gesessen. Jane habe sich auf der Party über Blanche lustig gemacht. Deshalb sei Blanche auf sie mit dem Auto zugefahren, um sie zu töten, als Jane ausgestiegen war, um das Garagentor zu öffnen. Jane sei jedoch rechtzeitig zur Seite gesprungen und im Schock davongelaufen. Blanche habe sich beim Aufprall auf das Tor das Rückgrat gebrochen und sei daher an ihrer Behinderung selbst schuld. Jane war damals zu betrunken gewesen, um sich an diesen Ablauf des Geschehens erinnern zu können, und wurde deshalb aufgrund Blanches Aussage immer für die Schuldige gehalten.
Die Polizei findet am Ende Jane, die vor einer Gruppe von Schaulustigen am Strand ihre alte Baby-Jane-Nummer aufführt. Unmittelbar daneben wird auch Blanche reglos im Sand liegend aufgefunden. Ob sie überlebt hat, bleibt ungeklärt.

## Hintergrund
Die aktive Karriere von Joan Crawford schien 1957 beendet, als sich die Schauspielerin nach dem Erfolg von Esther Costello trotz einer Vielzahl von Folgeangeboten freiwillig von der Leinwand zurückzog, um sich künftig um die Belange des Getränkeherstellers Pepsi zu kümmern. Crawford hatte 1955 Alfred Steele, den Aufsichtsratsvorsitzenden des Konzerns, geheiratet und widmete sich mit Verve der Werbung für das Unternehmen. 1959 war Steele völlig überraschend verstorben und hinterließ Crawford nichts außer Schulden in Millionenhöhe. Die Schauspielerin baute im Verlauf der folgenden Monate die meisten Rückstände ab, teilweise auch mittels der Gage für ihren Cameo-Auftritt in Alle meine Träume, in dem sie die Chefredakteurin eines Verlages darstellte. Eine Zeitlang überlegte Crawford, wieder ins Filmgeschäft einzusteigen, doch am Ende wurde sie in den Aufsichtsrat von Pepsi gewählt und verbrachte die nächsten Jahre mit Reisen um die ganze Welt als Repräsentantin von Pepsi. Im Gegensatz zu der Karriere Crawfords war diejenige von Bette Davis seit dem Jahr 1950 und ihrem Erfolg mit Alles über Eva nie wieder richtig in Schwung gekommen. Sie erkrankte zudem Mitte des Jahrzehnts schwer und konnte jahrelang nicht arbeiten. Gegen Ende der Dekade fand sie sich dann als Nebendarstellerin in wenig ambitionierten Filmen wieder. Ihre Hoffnung, Ende 1961 durch den Auftritt in dem Stück Die Nacht des Leguans am Broadway wieder an alte Erfolge anknüpfen zu können, zerschlug sich rasch, da die Kritiker ihre Darstellung verrissen.
Robert Aldrich hatte 1961 die Rechte an dem makaberen Roman What Ever Happened to Baby Jane? von Henry Farrell erworben. Zunächst überzeugte er Joan Crawford, eine der Hauptrollen zu übernehmen. Gemeinsam hatten sie bereits 1956 das romantische Melodrama Herbststürme gedreht. Beide waren sich einig, dass nur Bette Davis für die Rolle der verrückten, in einer Traumwelt lebenden Baby Jane in Betracht kam. Mit viel Mühe gelang es Aldrich, die Finanzierung zu sichern, da kein etabliertes Filmstudio Geld für eine Produktion mit zwei Ex-Stars ausgeben wollte. Jack L. Warner, bei dessen Studio Warner Bros. Crawford und Davis teilweise gleichzeitig unter Vertrag waren, nannte die zwei wenig charmant two old washed-up broads (dt.: zwei abgetakelte alte Schachteln). Der Film steht in einer Tradition von Boulevard der Dämmerung und Stadt der Illusionen, die bereits einen kritischen Blick auf die Glitzerfassade von Hollywood geworfen und die emotionalen Probleme und exzessive Ruhmsucht der Stars aufgedeckt hatten. Zusätzliche Bedeutung gewinnt der Film durch die Besetzung von Crawford und Davis, die während ihrer Glanzzeit von der Presse oft als Rivalinnen bezeichnet worden waren.  
Joan Crawford erhielt für ihre Mitwirkung neben einer festen Gage von 30.000 US-Dollar weitere 15 % vom Nettoprofit, der sich am Ende auf 150.000 US-Dollar belaufen sollte.
Sie gab sich in späteren Jahren keinen Illusionen darüber hin, in welchem Umfang der Film ihrem Image als glamourösem Hollywoodstar geschadet haben mochte. Gegenüber Roy Newquist äußerte sie sich mit entsprechender Offenheit:

„Grundgütiger. Ich habe immer noch Alpträume deshalb. Ich weiß, warum der Film niemals hätte gedreht werden dürfen. Ich weiß aber auch, warum es eine Notwendigkeit gab, ihn zu realisieren. Ich war einsam. Schlimmer als das, ich habe mich zu Tode gelangweilt. Und ich brauchte das Geld.“

Crawford sollte in den folgenden Jahren meist in Filmen mitwirken, die mitunter die Grenze zum Horrorfilm und Grand Guignol überschritten. Das Folgeprojekt Wiegenlied für eine Leiche, das zunächst mit Crawford und Davis in den Dreh ging, musste nach dem krankheitsbedingten Ausscheiden von Joan Crawford gestoppt werden. Am Ende wurde die Rolle von Joan Crawford durch Olivia de Havilland übernommen.
Die Beziehung zwischen Bette Davis und Joan Crawford während der Dreharbeiten zu Was geschah wirklich mit Baby Jane? sind Grundlage für die erste Staffel von Feud, einer Anthologie-Serie von Produzent und Regisseur Ryan Murphy, die startend mit dem 17. März 2017 auf dem US-Sender FX Network gesendet wurde. Jessica Lange spielte Joan Crawford, während Susan Sarandon als Bette Davis eingesetzt wurde. Catherine Zeta-Jones war als Olivia de Havilland zu sehen.

## Nachwirkung
Der Erfolg von Was geschah wirklich mit Baby Jane? zog eine ganze Reihe von Filmen nach sich, in denen ältere Schauspielerinnen, die den Zenit ihres Ruhms bereits überschritten hatten, allerlei Schrecken und physische Unbill zu erleiden haben. Als sogar die stets damenhaft agierende Olivia de Havilland in Lady in a Cage von einer Horde Jugendlicher tyrannisiert wurde, meinte ein Kritiker: 

„Zählen Sie Olivia zu den Schauspielerinnen, die lieber Freaks spielen, als vergessen zu werden.“

Was geschah wirklich mit Baby Jane? wurde noch zweimal verfilmt. 1991 entstand ein US-amerikanischer Fernsehfilm, in dem das Geschwisterpaar Lynn und Vanessa Redgrave die Hauptrollen spielten. 2002 inszenierte Oskar Roehler den deutschen Fernsehfilm Fahr zur Hölle, Schwester! mit Hannelore Elsner und Iris Berben als verfeindete Schwestern.

## Synchronisation
Die deutsche Fassung des Filmes entstand bei der Berliner Synchron unter Leitung von Klaus von Wahl.
| Rolle          | Schauspieler     | Dt. Synchronstimme |
| -------------- | ---------------- | ------------------ |
| Jane Hudson    | Bette Davis      | Ingeborg Grunewald |
| Blanche Hudson | Joan Crawford    | Anneliese Römer    |
| Edwin Flagg    | Victor Buono     | Alexander Welbat   |
| Elvira Stitt   | Maidie Norman    | Inge Wolffberg     |
| Dehlia Flagg   | Marjorie Bennett | Ursula Krieg       |

## Kinoauswertung
Das Budget des Films betrug nur 980.000 US-Dollar. Aufgrund einer aggressiven Marketingstrategie und umfangreicher Berichterstattung in den Medien spielte er gut 3,5 Mio. US-Dollar ein.

## Kritik
Die Kritiken zu Was geschah wirklich mit Baby Jane? fielen bei seiner Veröffentlichung unterschiedlich aus, inzwischen gilt der Film aber als Klassiker und wird positiv rezipiert.
Bosley Crowther hatte in der New York Times einiges an dem Film auszusetzen und fand, wie für ihn üblich, kein freundliches Wort für Joan Crawford:

„Joan Crawford und Bette Davis ergeben ein Paar echter Freaks in […] „Was geschah wirklich mit Baby Jane?“ […] [D]ie Geschichte um zwei alternde, ehemals berühmte Schwestern gestattet es den beiden nur, groteske Kostüme zu tragen und, wie Hexen zurechtgemacht, maßlos zu übertreiben. […] Miss Crawford […] als das arme Opfer im Rollstuhl, das sich nicht gegen die Attacken ihrer teuflischen Schwester wehren kann, […] ist so eine freundlich lächelnde schlechte Schauspielerin, so eine kunstlos gespielte hilflose, kleine Frau, dass man nichts für sie empfindet. Kein Wunder, dass ihre verrückte Schwester sie todlangweilig findet.“

Variety, das führende Branchenblatt, fand dagegen viel Lob für Crawford:

„Miss Crawford gibt eine ruhige, bemerkenswert gute Darstellung als verkrüppelte Blanche […] In einer wunderbaren kleinen Szene zeigt Miss Crawford ihre Reaktionen, während sie alte Filme von sich im Fernsehen sieht. Ihr Gesicht strahlt in der Erinnerung an den vergangenen Ruhm […] Es ist herzzerreißend.“

Das Lexikon des internationalen Films schrieb mit dem Abstand einiger Jahrzehnte:

„Ein greller Psychothriller, von Hollywoodroutinier Robert Aldrich effektvoll inszeniert. Der bedrückende Film bietet Paraderollen für die beiden gealterten Diven Bette Davis und Joan Crawford, die in ihren exaltierten Charakteren aufgehen und ihre ganze Leinwanderfahrung ausspielen.“

## Auszeichnungen
Der Film gewann zahlreiche Preise und Nominierungen.

### Oscarverleihung 1963
Der Film ging mit fünf Nominierungen in die Oscarverleihung und gewann einen der Preise.
Gewonnen:
- Beste Kostüme (Schwarzweißfilm) – Norma Koch

Er erhielt darüber hinaus Nominierungen in den Kategorien
- Beste Hauptdarstellerin – Bette Davis
- Bester Nebendarsteller – Victor Buono
- Beste Kamera (Schwarzweißfilm) – Ernest Haller
- Bester Ton – Joseph D. Kelly

### British Film Academy Award1964
Nominierungen in der Kategorie
- Beste ausländische Darstellerin – Joan Crawford
- Beste ausländische Darstellerin – Bette Davis

### Golden Globe Awards 1963
Nominierungen in den Kategorien
- Beste Hauptdarstellerin – Bette Davis
- Bester Nebendarsteller – Victor Buono

### Internationale Filmfestspiele von Cannes 1963
Teilnahme am Wettbewerb für die Goldene Palme für den
- besten Film

### Directors Guild of America1963
Nominierung in der Kategorie
- beste Regie – Robert Aldrich